# Inés Arteta
Pour les articles homonymes, voir Arteta.
 (novembre 2018).
Si vous disposez d'ouvrages ou d'articles de référence ou si vous connaissez des sites web de qualité traitant du thème abordé ici, merci de compléter l'article en donnant les références utiles à sa vérifiabilité et en les liant à la section « Notes et références ».
Inés Arteta, née le 25 août 1962 à Buenos Aires en Argentine, est une écrivaine et professeur à l'université del Salvador.

## Biographie
Elle a été professeur d´anglais à ICANA (Institut Culturel Argentin Nord-Américain). Elle a obtenu son diplôme de professeur d'histoire en 1996, puis sa maîtrise en 1997 à l´Université de Buenos Aires. Elle a ensuite travaillé comme professeur bilingue au St. Andrew's Scots School (en)
Elle a organisé des ateliers dans une association d´accompagnement de patients atteints de sclérose ainsi que dans une unité du service pénitentiaire de Buenos Aires et dans des centres culturels.  
Inés Arteta est actuellement professeur à l'université del Salvador.

### Écrivaine
Arteta s´est initiée dans la fiction pendant lors de la rédaction de son mémoire, au cours duquel elle écrit une lettre apocryphe attribuée à Artigas, un des instigateurs de l'indépendance argentine. Son œuvre est centrée sur les rapports de la famille et du couple, le conflit des genres et l´injustice sociale. Elle est influencée par les écrivaines nord-américaines Eudora Welty, Carson McCullers, Flannery O´Connor et Lorrie Moore, pour leur fascination à propos de ce qui est montré mais n´est pas dit.  
Leopoldo Brizuela (en) écrit à propos d'Arteta : « Comme les récits de Chéjov, de Natalia Ginzburg, de Julio Ramón Ribeyro, les contes de Inés Arteta demeurent dans la mémoire moins pour ce qu´ils racontent mais surtout pour la qualité incomparable de sa voix. Pour sa tonalité mélancolique, et implacable, pour la certitude et la précision de sa critique. Et surtout pour l´ouïe avec lequel elle laisse se filtrer le parler de ses personnages, cette précarité de ses mots, cette férocité terrifiante que laissent entrevoir ses silences. Le monde peint par Arteta n´est plus que la surface d´une mer inconnaissable, et probablement sinistre ; ses mots, de même, réussissent à évoquer tout ce que nous ne pouvons pas dire, tout ce dont l´anomie nous contrôle et nous terrifie. »

## Œuvre

### Livres Publiés
- 2007: El mismo río, Ediciones Del Dragón
- 2008: Chicas bien, volumen de cuentos, Ediciones Del Dragón
- 2015: Juego de mujeres
- 2016: La 21/24, una crónica de la religiosidad popular frente al desamparo

### Romans inédits
- Los Caimanes
- Las Pereira
- El Deseo

## Prix et distinctions
- 2004 : Finaliste à Ferney Voltaire, France, au concours « Rencontre de deux mondes », pour le conte Noche de búhos.
- 2005 : En Espagne, à Alcantarilla; finaliste du concours de contes d´humour Jara Carrillo por le conte El distribuidor. Finaliste du concours « A quien corresponda » du magazine littéraire mexicain avec le conte Cabeza de tigre. Première finaliste à Sant Adriá de Besós, Espagne, du concours de récits courts avec le conte Cama sin sábanas.
- 2006 : En France, au concours « Rencontre de deux mondes », pour le conte El mal de ojo.
- 2006 : En Argentine: 2e prix « Honorarte, Letras de oro » pour le conte El robo.
- 2006 : Finaliste du concours de récits courts du Jour de la Femme, Navalmoral de la Mata, Espagne, avec le conte El sótano.
- 2006 : Le roman El mismo río est nommé pour le Prix Herralde.
- 2006 : Espagne, première finaliste du concours de récits courts à Sant Adriá de Besós, avec le conte El 08.
- 2007 : Premier prix « Daimon Arte », Buenos Aires, (jury formé par Ariel Bermani, Laura Massolo et Leopoldo Brizuela), avec le conte La mujer del colectivo.
- 2007 : Premier prix national « Inarco » pour le roman El mismo río.
- 2008: Finaliste du prix « Daimon Arte », Buenos Aires, avec le conte La mujer del Taxi.
- 2009 : Premier prix international « Sexto Continente », avec le conte La mujer del Taxi, en Espagne.
- 2014 : Finaliste à BAN! Buenos Aires Negra, avec le roman Los Caimanes.
- 2016 : Premier prix municipal de littérature pour un roman inédit, 2010/11 avec Las Pereira.
- 2016 : Finaliste du concours de policier noir « Córdoba mata » avec le roman Los Caimanes.